# 溶剂浇注和颗粒析出
在溶剂浇注和颗粒析出过程中，先把高分子聚合物溶解在有机溶剂里，接著再將主要為鹽類的具特定尺寸微粒加入此溶液中。将此混合物放在適當模具中以加工至最終形狀。当溶液中的溶剂蒸发後，定形了的混合物便形成了混和微粒及聚合物的复合材料结构。接著将之浸入一个可以溶解微粒的溶液浴中將之析出，就在聚合物中形成了多孔结构。